# عفو بین‌الملل ایالات متحده آمریکا
عفو بین‌الملل ایالات متحده آمریکا یکی از بخش‌هایی است که در بسیاری از کشورها وجود دارد و عفو بین‌الملل را در سراسر جهان تشکیل می دهند.
سازمان عفو بین‌الملل سازمانی است که بیش از ۷ میلیون طرفدار، فعال و داوطلب در بیش از ۱۵۰ کشور دارد.این سازمان کاملاً از دولت ،شرکت‌های بزرگ یا ملی مستقل است.عفو بین‌الملل برای محافظت از حقوق بشر در سراسر جهان کار می کند.دیدگاه آن یک از دیدگاههایی در جهان است که معتقد است هر فرد باید - بدون در نظر گرفتن نژاد، مذهب، جنسیت یا قومیت - از تمامی حقوق بشر که در اعلامیه جهانی حقوق بشر و دیگر استانداردهای بین‌المللی حقوق بشر ذکر شده برخوردار گردد. 
از زمان تأسیس آن در سال ۱۹۶۶  بخش ایالات متحده از بیش از ۳۵۰،۰۰۰ عضو تشکیل شده است که افراد غیر حزبی بودند که برای آزادی کسانی که به خاطر نژاد،گرایش جنسی،مذهب یا دیدگاه‌های سیاسیشان زندانی بودند تلاش کرده‌اند.و با شکنجه و نقض حقوق بشر در سراسر جهان مخالفت و مبارزه کرده‌اند. این سازمان برای ترویج حقوق بشر در ایالات متحده از طریق لابیگری و آموزش و پرورش تلاش می‌کند و خود را به عنوان سازمانی توصیف می‌کند که برای حقوق کامل همه افراد تلاش می‌کند.